# Regierungsbezirk Merseburg

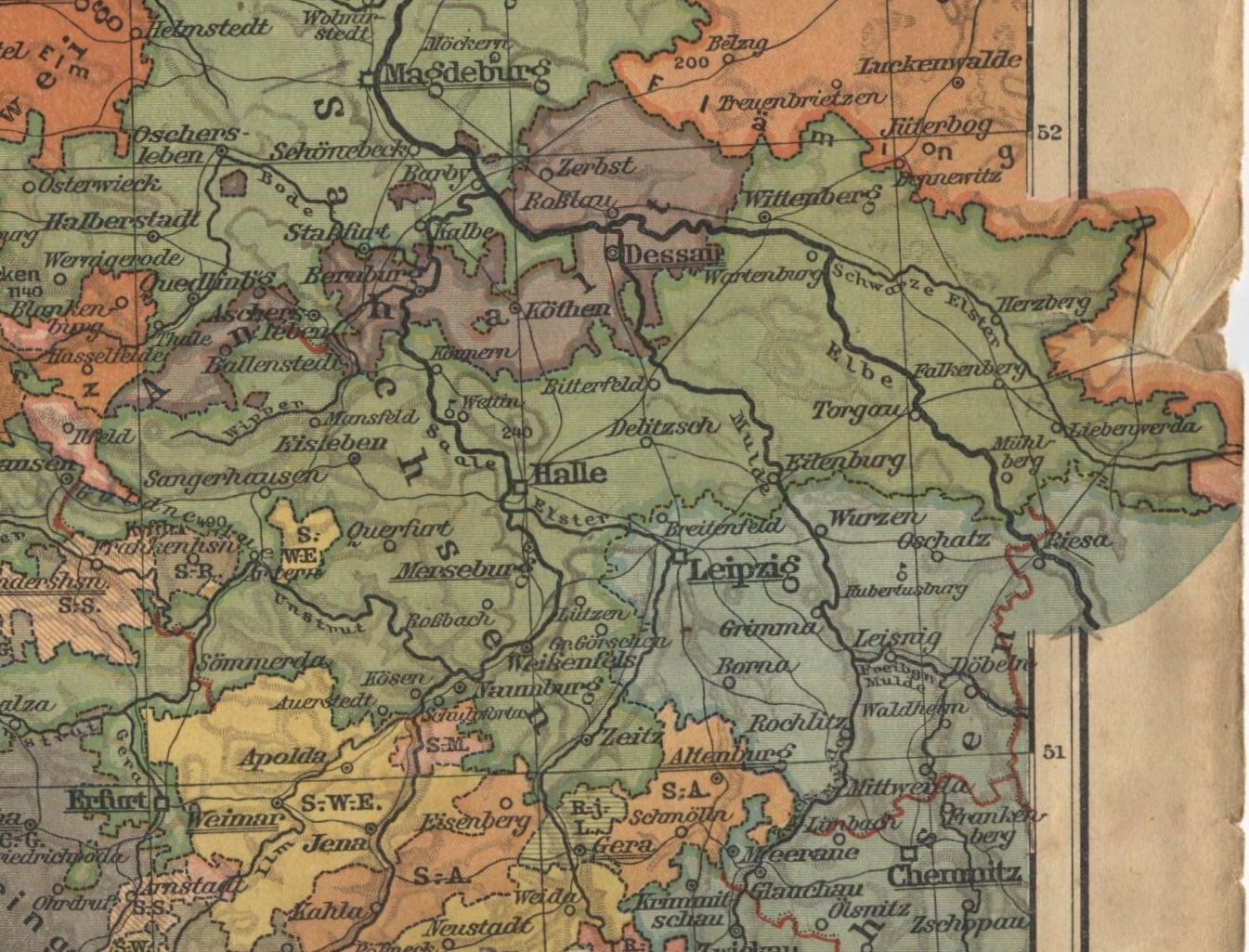
Regierungsbezirk Merseburgs läge i Tyskland, cirka 1900.

Regierungsbezirk Merseburg var ett regeringsområde i den preussiska provinsen Sachsen 1815–1944.
Det bestod av 19 kretsar samt har en areal av 10 213 km2 med 1 309 510 invånare (1910), varav omkring 4 procent katoliker.